# Cronologia explorării spațiului
Aceasta pagină include datarea cronologică a celor mai importante evenimente din explorarea spațiului cosmic, inclusiv descoperiri notabile și primele realizări în explorare fizică de către omenire a spațiului.

## Până în 1957
| Dată              | Eveniment ce a dus la explorarea spațiului | Țară              | Cercetător(i)                                               |
| ----------------- | --- | ----------------- | ----------------------------------------------------------- |
| 1687              | Publicarea lucrării Philosophiæ Naturalis Principia Mathematica. | Anglia            | Isaac Newton                                                |
| 1813              | Prima prezentare a ecuației mișcării rachetei bazată pe a treia lege a mișcării a lui Newton: Treatise on the Motion of Rockets. | Regatul Unit      | William Moore                                               |
| 1865              | Publicarea romanului științifico-fantastic, De la Pământ la Lună | Franța            | Jules Verne                                                 |
| 1898              | A fost publicat romanul fantastic Războiul lumilor. Acesta l-a inspirat pe Goddard să cerceteze rachetele. | Regatul Unit      | H. G. Wells                                                 |
| 1903              | Inspirat de scrierile lui Jules Verne; Țiolkovski face publică prima lucrare serioasă ce ține de explorarea fizică a spațiului ca fiind teoretic posibilă: Исследование мировых пространств реактивными приборами („Explorea spațiului cosmic prin intermediul unor dispozitive de reacție”). | Rusia             | Konstantin Țiolkovski                                       |
| 1914              | Fișierele Goddard sunt brevetate în SUA pentru cercetarea rachetelor cu mai multe trepte și cu combustibil lichid. | Statele Unite     | Robert H. Goddard                                           |
| 1919              | Publicarea lucrării larg discutată a lui Goddard: A Method of Reaching Extreme Altitudes, cu privire la rachetele pe combustibil lichid și solid. | Statele Unite     | Robert H. Goddard                                           |
| 15 decembrie 1923 | Die Rakete zu den Planetenräumen („Printr-o rachetă în spațiu planetar”) auto publicată după respingerea acesteia ca o teză de doctorat. | Germania          | Hermann Oberth                                              |
| 1924              | Societatea de Studii a Călătoriei Interplanentare a fost fondată în Uniunea Sovietică. | Uniunea Sovietică | Konstantin Țiolkovski, Friedrich Zander și Iuri Kondratiuk  |
| 16 martie 1926    | Goddard lansează prima rachetă bazată pe combustibil lichid. | Statele Unite     | Robert H. Goddard                                           |
| 1927              | Verein für Raumschiffahrt (Societatea pentru Călătoria Spațială) este formată; aceasta include mulți oameni de știință din domeniul rachetelor din Europa. | Germania          |                                                             |
| 1927              | „Cucerirea Spațiului Interplanetar” discută mecanica rachetelor și efectele orbitale, inclusiv praștia gravitațională. | Uniunea Sovietică | Iuri Kondratiuk                                             |
| 1928              | Das Problem der Befahrung des Weltraums – der Raketen-Motor („Problema Călătoriei Spațiale – Motorul-Rachetă”) discută călătoria în spațiu și potențialul său, folosind experimentele științifice.                                                                                            | Austria           | Herman Potočnik                                             |
| 1929              | Oberth, împreună cu studenții, inclusiv Wernher von Braun, lansează prima rachetă germană bazată pe combustibil lichid. | Germania          | Hermann Oberth                                              |
| 1931              | Primele motoare de rachete militare germane cu combustibil lichid sunt dezvoltate. | Germania          | Walter Riedel                                               |
| 1933              | Încep lucrările asupra seriei de rachete Aggregat care vor duce la dezvoltarea rachetei V-2. | Germania          | Wernher von Braun                                           |
| 17 august 1933    | Grupul pentru Studiul Mișcării Reactive lansează prima rachetă sovietică bazată pe combustibil lichid. | Uniunea Sovietică | Serghei Korolev (conducător) și Friedrich Zander (designer) |
| 1935              | Studentul absolvent Frank Malina sub conducerea profesorului Theodore von Kármán începe lucrările asupra rachetei de sondare. | Statele Unite     | Frank Malina                                                |
| 3 octombrie 1942  | Primul vehicul traversează linia Kármán (100 km deasupra suprafeței Terrei), prin urmare intrând în spațiul cosmic. | Germania          | racheta V-2                                                 |
| 10 mai 1946       | Primul zbor de cercetare spațială (experimente asupra radiației cosmice). | Statele Unite     | V-2 (capturată și îmbunătățită)                             |
| 22 mai 1946       | Prima rachetă americană proiectată pentru a ajunge la limita spațiului (80 km). | Statele Unite     | racheta WAC Corporal                                        |
| 24 octombrie 1946 | Primele imagini ale Pământului de la o altitudine de 105 km (vezi aici Arhivat în 21 februarie 2014, la Wayback Machine.). | Statele Unite     | V-2                                                         |
| 20 februarie 1947 | Primele animale în spațiu (muște de fructe) | Statele Unite     | V-2                                                         |

## 1957-59
| Dată               | Achizițiile misiunii | Țară/Organizație     | Numele misiunii |
| ------------------ | --- | -------------------- | --------------- |
| 21 august 1957     | Prima rachetă balistică intercontinentală. | Uniunea Sovietică    | R-7 Semiorka    |
| 4 octombrie 1957   | Primul satelit artificial. Primul signal din spațiu.                                                                                           | Uniunea Sovietică    | Sputnik 1       |
| 3 noiembrie 1957   | Primul animal pe orbită, câinele Laika. | Uniunea Sovietică    | Sputnik 2       |
| 31 ianuarie 1958   | Este confirmată existența centurii Van Allen.                                                                                                  | Statele Unite (ABMA) | Explorer 1      |
| 2 ianuarie 1959    | Prima ardere a unei rachete pe orbita Pământului. Prima atingere a vitezei cosmice sau injectare traslunară. Prima detectare a vântului solar. | Uniunea Sovietică    | Luna 1          |
| 4 ianuarie 1959    | Primul satelit artificial ajunge în vecinătatea Lunii. Primul satelit artificial în orbită heliocentrică.                                      | Uniunea Sovietică    | Luna 1          |
| 7 august 1959      | Prima imagine a Terrei de pe orbită. | Statele Unite (NASA) | Explorer 6      |
| 13 septembrie 1959 | Primul impact cu o altă lume (cu Luna). Prima livrare a unui fanioan național (al URSS) pe un corp ceresc.                                     | Uniunea Sovietică    | Luna 2          |
| 4 octombrie 1959   | Primele imagini ale celeilalte părți a Lunii.                                                                                                  | Uniunea Sovietică    | Luna 3          |

## 1960-69
| Dată              | Succesele misiunii | Țară/Organizație     | Numele misiunii               |
| ----------------- | --- | -------------------- | ----------------------------- |
| 19 august 1960    | Primele plante și animale reântoarse în viață de pe orbita Pământului.                                                                   | Uniunea Sovietică    | Sputnik 5                     |
| 31 ianuarie 1961  | Primul hominidae (cimpanzeul Ham) în spațiu. Primele sarcini efectuate în spațiu.                                                        | Statele Unite (NASA) | M-R 2                         |
| 12 februarie 1961 | Prima lansare de pe orbita Pământului în stadiu superior pe o orbită heliocentrică. Prima corectare „mid-cours”. Prima stabilizare spin. | Uniunea Sovietică    | Venera 1                      |
| 12 aprilie 1961   | Primul om în spațiu (Iuri Gagarin). Primul zbor spațial cu echipaj. Primul zbor orbital cu echipaj.                                      | Uniunea Sovietică    | Vostok 1                      |
| 19 mai 1961       | Prima survolare planetară (la o distanță de 100,000 km de la Venus, date n-au fost reântoarse).                                          | Uniunea Sovietică    | Venera 1                      |
| 7 martie 1962     | Prima obervare solară orbitală. | Statele Unite (NASA) | OSO-1                         |
| 14 decembrie 1962 | Prima survolare planetară de către SUA (cea mai mică distanță de la Venus, 34,773 de km).                                                | Statele Unite (NASA) | Mariner 2                     |
| 16 iunie 1963     | Prima femeie în spațiu (Valentina Tereșkova).                                                                                            | Uniunea Sovietică    | Vostok 6                      |
| 19 iulie 1963     | Prima navă spațială reutilizabilă cu echipaj (suborbitală).                                                                              | Statele Unite (NASA) | X-15 Flight 90                |
| 18 martie 1965    | Prima activitate extravehiculară. | Uniunea Sovietică    | Voshod 2                      |
| 14 iulie 1965     | Prima survolare pe lângă Marte (cea mai mică distanță, 9,846 km).                                                                        | Statele Unite (NASA) | Mariner 4                     |
| 15 decembrie 1965 | Primul rendezvous spațial (zbor paralel, fără andocare).                                                                                 | Statele Unite (NASA) | Gemini 6A/Gemini 7            |
| 3 februarie 1966  | Prima aterizare ușoară pe o altă lume (pe Lună). Primele imagini ale unei alte lumi.                                                     | Uniunea Sovietică    | Luna 9                        |
| 1 martie 1966     | Primul impact într-o altă planetă (Venus).                                                                                               | Uniunea Sovietică    | Venera 3                      |
| 16 martie 1966    | Prima andocare orbitală între două nave spațiale.                                                                                        | Statele Unite (NASA) | Gemini 8/Agena target vehicle |
| 3 aprilie 1966    | Primul satelit artificial în jurul unei lumi (Lună).                                                                                     | Uniunea Sovietică    | Luna 10                       |
| 2 iunie 1966      | Aterizare ușoară americană pe Lună. | Statele Unite (NASA) | Surveyor 1                    |
| 30 octombrie 1967 | Prima andocare automată fără echipaj. | Uniunea Sovietică    | Cosmos 186/Cosmos 188         |
| 7 decembrie 1968  | Primul observator ultraviolet orbital.                                                                                                   | Statele Unite (NASA) | OAO-2                         |
| 21 decembrie 1968 | Prima misiune orbitală pe un alt corp ceresc (Lună). Prima injectare transterestră (25 decembrie).                                       | Statele Unite (NASA) | Apollo 8                      |
| 21 iulie 1969     | Primul om (Neil Armstrong) pe Lună și prima lansare spațială de pe un corp ceresc.                                                       | Statele Unite (NASA) | Apollo 11                     |
| 19 noiembrie 1969 | Primul rendezvous spațial pe suprafața unui corp ceresc (Lună).                                                                          | Statele Unite (NASA) | Apollo 12/Surveyor 3          |

## 1970-79
| Dată               | Succesele misiunii | Țară/Organizație                                                 | Numele misiunii                    |
| ------------------ | --- | ---------------------------------------------------------------- | ---------------------------------- |
| 24 septembrie 1970 | Prima reântoarcere automată cu mostre de pe Lună.                                                                                    | Uniunea Sovietică                                                | Luna 16                            |
| 23 noiembrie 1970  | Primul rover lunar. | Uniunea Sovietică                                                | Lunohod 1                          |
| 12 decembrie 1970  | Primul observator orbital raze X. | Statele Unite (NASA)                                             | satelitul Uhuru                    |
| 15 decembrie 1970  | Prima aterizare ușoară pe o altă planetă (Venus). Primele signale de pe o altă planetă.                                              | Uniunea Sovietică                                                | Venera 7                           |
| 23 aprilie 1971    | Prima stație spațială. | Uniunea Sovietică                                                | Saliut 1                           |
| iunie 1971         | Primul observator orbital pilotat.                                                                                                   | Uniunea Sovietică                                                | Orion 1                            |
| 14 noiembrie 1971  | Prima sondă ce și-a menținut orbita în jurul altei planete (Marte).                                                                  | Statele Unite (NASA)                                             | Mariner 9                          |
| 27 noiembrie 1971  | Primul imapact cu Marte. | Uniunea Sovietică                                                | Mars 2                             |
| 2 decembrie 1971   | Prima aterizare ușoară pe Marte. Primele signale de pe suprafața „planetei roșii”.                                                   | Uniunea Sovietică                                                | Mars 3                             |
| 3 martie 1972      | Primul obiect făcut de om și trimis pe o traiectorie de evadare departe de Soare.                                                    | Statele Unite (NASA)                                             | Pioneer 10                         |
| 15 iulie 1972      | Prima misiune pentru a intra în centura de asteroizi și a lasă interiorul sistemului solar.                                          | USA (NASA)                                                       | Pioneer 10                         |
| 15 noiembrie 1972  | Primul observator orbital cu raze gamma.                                                                                             | Statele Unite (NASA)                                             | SAS 2                              |
| 3 decembrie 1973   | Prima survolare a lui Jupiter (la 130,000 km)                                                                                        | Statele Unite (NASA)                                             | Pioneer 10                         |
| 5 februarie 1974   | Survolare pe lângă Venus la 5,768 km, prima manevră de asistență gravitațională.                                                     | Statele Unite (NASA)                                             | Mariner 10                         |
| 29 martie 1974     | Prima survolare pe lângă Mercur la 703 km.                                                                                           | Statele Unite (NASA)                                             | Mariner 10                         |
| 15 iulie 1975      | Prima misiune multinațională pilotată.                                                                                               | Uniunea Sovietică Statele Unite (NASA)                           | Proiectul de test Apollo-Soiuz     |
| 20 octombrie 1975  | Prima orbitare în jurul lui Venus.                                                                                                   | Uniunea Sovietică                                                | Venera 9                           |
| 22 octombrie 1975  | Primele imagini ale suprafeței unei alte planete (Venus)                                                                             | Uniunea Sovietică                                                | Venera 9                           |
| 17 aprilie 1976    | Cea mai apropiată survolare pe lângă Soare (43,432 milioane de km). Înregistrarea maximei viteze între nave spațiale (252,792 km/h). | Statele Unite (NASA) Germania de Vest (DFVLR)                    | Helios 2                           |
| 20 iulie 1976      | Primele fotografii și probe de sol de pe suprafața lui Marte.                                                                        | Statele Unite (NASA)                                             | landerul Viking                    |
| 26 ianuarie 1978   | Primele comenzi în timp real de la distanță asupra unui observator orbital cu raze ultraviolet.                                      | Statele Unite (NASA) Uniunea Europeană (ESA) Regatul Unit (SERC) | International Ultraviolet Explorer |
| 4 decembrie 1978   | Prima misiune orbitală (multi-anuală) de explorare a lui Venus între 1978 și 1992.                                                   | Statele Unite (NASA)                                             | Orbitatorul Pioneer Venus          |
| 5 martie 1979      | Survolare lângă Jupiter (cel mai apropiat punct la 349,000 km).                                                                      | Statele Unite (NASA)                                             | Voyager 1                          |
| 1 septembrie 1979  | Prima survolare pe lângă Saturn (cu o viteză de 21,000 km).                                                                          | Statele Unite (NASA)                                             | Pioneer 11                         |

## 1980-89
| Dată              | Succesele misiunii | Țară/Organizație                                       | Numele misiunii |
| ----------------- | --- | ------------------------------------------------------ | --------------- |
| 2 noiembrie 1980  | Cea mai apropiată trecere pe lângă Saturn (120,000 km).                                                                         | Statele Unite (NASA)                                   | Voyager 1       |
| 12 aprilie 1981   | Prima navă spațială reutilizabilă.                                                                                              | Statele Unite (NASA)                                   | misiunea STS-1  |
| 1 martie 1982     | Primele probe de sol de pe Venus. Prima înregistrare a sunetului dintr-o altă lume.                                             | Statele Unite (NASA) Regatul Unit (SERC) Olanda (NIVR) | IRAS            |
| 25 ianuarie 1983  | Observator orbital ultraviolet.                                                                                                 | Uniunea Sovietică Franța                               | Astron          |
| 13 iunie 1983     | Prima navă spațială dincolo de orbita lui Neptun (prima navă spațială ce a trecut dincolo de toate planetele Sistemului Solar). | Statele Unite (NASA)                                   | Pioneer 10      |
| 7 februarie 1984  | Prima survolare (umană) fară de asigurare (nelegat; Bruce McCandless II).                                                       | Statele Unite (NASA)                                   | STS-41-B        |
| 24 ianuarie 1986  | Prima survolare pe lângă Uranus (la 81,500 de km).                                                                              | Statele Unite (NASA)                                   | Voyager 2       |
| 19 februarie 1986 | Prima stație spațială de cercetare locuită în mod constant pe un termen îndelungat.                                             | Uniunea Sovietică                                      | Mir             |
| 25 august 1989    | Prima survolare pe lângă Neptun (la 29,240 de km).                                                                              | Statele Unite (NASA)                                   | Voyager 2       |
| 18 noiembrie 1989 | Primul observator orbital cu microunde.                                                                                         | Statele Unite (NASA)                                   | COBE            |
| 1 decembrie 1989  | Observator orbital cu spectrul de raze gamma ultraviolet.                                                                       | Uniunea Sovietică Franța Danemarca Bulgaria            | Granat          |

## 1990-99
| Dată               | Succesele misiunii                                                                                    | Țară/Organizație                             | Numele misiunii           |
| ------------------ | --- | -------------------------------------------- | ------------------------- |
| 14 februarie 1990  | Prima imagine a întregului Sistem Solar.                                                              | Statele Unite (NASA)                         | Voyager 1                 |
| 24 aprilie 1990    | Observator orbital optic.                                                                             | Statele Unite (NASA) Uniunea Europeană (ESA) | telescopul spațial Hubble |
| 15 septembrie 1990 | Explorare orbitală extinsă (multi-anuală) a lui Venus.                                                | Statele Unite (NASA)                         | Magellan                  |
| 21 octombrie 1991  | Prima survolare pe lângă un asteroid (951 Gaspra) la 1,600 km distanță.                               | Statele Unite (NASA)                         | Galileo                   |
| 8 februarie 1992   | Prima orbitare polară în jurul Soarelui.                                                              | Statele Unite (NASA) Uniunea Europeană (ESA) | Ulysses                   |
| 22 martie 1995     | Înregistrarea celui mai îndelungat zbor spațial pilotat (437.7 de zile), stabilit de Valeri Poliakov. | Rusia (Roskosmos)                            | Mir                       |
| 7 decembrie 1995   | Prima orbitare în jurul lui Jupiter. Prima misiune în atmosfera unui gigant gazos.                    | Statele Unite (NASA)                         | Galileo                   |
| 12 februarie 1997  | Primul observator orbital radio.                                                                      | Japonia (ISAS)                               | HALCA                     |
| 4 iulie 1997       | Primul rover operațional pe o altă planetă (Marte).                                                   | Statele Unite (NASA)                         | Mars Pathfinder           |

## 2000-prezent
| Dată              | Succesele misiunii | Țară/Organizație                                          | Numele misiunii |
| ----------------- | --- | --------------------------------------------------------- | --------------- |
| 14 februarie 2000 | Prima orbitare în jurul unui asteroid (433 Eros).                                                                       | Statele Unite (NASA)                                      | NEAR Shoemaker  |
| 12 februarie 2001 | Prima aterizare pe un asteroid (433 Eros).                                                                              | Statele Unite (NASA)                                      | NEAR Shoemaker  |
| 1 iulie 2004      | Prima orbitare în jurul lui Saturn.                                                                                     | Statele Unite (NASA) Uniunea Europeană (ESA) Italia (ASI) | Cassini-Huygens |
| 8 septembrie 2004 | Prima reântoarcere cu probe dincolo de orbita Lunii (vânt solar).                                                       | Statele Unite (NASA)                                      | Genesis         |
| 14 ianuarie 2005  | Prima aterizare ușoară pe Titan.                                                                                        | Uniunea Europeană (ESA) Statele Unite (NASA) Italia (ASI) | Cassini-Huygens |
| 19 noiembrie 2005 | Prima ascensiune pe un asteroid (25143 Itokawa). Prima evadare interplanetară fără „tăierea” parții mobile.             | Japonia (JAXA)                                            | Hayabusa        |
| 15 ianuarie 2006  | Prima reântoarcere cu probe de pe o cometă (81P / Wild).                                                                | Statele Unite (NASA)                                      | Stardust        |
| 6 martie 2009     | Misiunea Kepler este lansată, fiind primul telescop spațial desemnat pentru a căuta exoplanete asemănătoare Pământului. | Statele Unite (NASA)                                      | Misiunea Kepler |
| 13 iunie 2010     | Prima reântoarcere cu probe de pe un asteroid (25143 Itokawa).                                                          | Japonia (JAXA)                                            | Hayabusa        |
| 18 martie 2011    | Prima orbitare în jurul lui Mercur.                                                                                     | Statele Unite (NASA)                                      | MESSENGER       |
| 25 august 2012    | Prima sondă creată de om care ajunge în spațiul interstelar.                                                            | Statele Unite (NASA)                                      | Voyager 1       |
| 12 noiembrie 2014 | Prima sondă creată de om ce a aterizat pe o cometă (67P/Ciuriumov–Gherasimenko).                                        | Uniunea Europeană (ESA)                                   | Rosetta         |

## Vezi și
- Cronologia descoperirilor planetelor și sateliților naturali din sistemul solar
- Cronologia explorării sistemului solar
- Descoperirea și explorarea sistemului solar

## Legături externe
- en  Cronologia explorării spațiului Arhivat în 25 mai 2017, la Wayback Machine. Arhivă de misiuni și evenimente de explorare spațială importante, inclusiv viitoare, planificate și propuse.